# Tweedestadsyndroom
Een tweedestadsyndroom, vaak met de Engelse term second city syndrome aangeduid is een sociologisch concept dat voorstelt dat een kleinere stad een grotere stad (de zogenaamde "primate city") minachtend probeert te bagatelliseren om vermeende onzekerheid weg te nemen over haar eigen grootte (inwonertal of oppervlakte) en/of het hebben van minder cultuur, muziek, kunst of werkgelegenheid. In feite wordt hiermee bedoeld om een minderwaardigheidscomplex op stadsniveau te duiden. Het wordt extra spannend wanneer de "tweede stad" in feite meer inwoners heeft, maar een politiek minder belangrijke rol heeft dan de stad waartegen zij zich afzet, die de hoofdstad of regeringszetel is van het land, subnationaal gebied of statenbond waarvan beide steden deel uitmaken; op zo'n moment wordt het twijfelachtig welke van beide steden nu eigenlijk de "tweede" is in rang.
Het begrip "second city" is in 1952 gemunt door de Amerikaanse journalist voor The New Yorker A.J. Leibling, die het toepaste op Chicago tegenover New York. Naar het fenomeen van second city syndromes wordt al enige decennia academisch onderzoek gedaan, zoals bij Melbourne ten opzichte van Sydney.

## Voorbeelden

### Australië
- Melbourne tegenover Sydney[3]

### België
- Antwerpen tegenover Brussel
- Op Vlaams niveau: Gent tegenover Antwerpen
- Op Waals niveau: Charleroi tegenover Namen

### Duitsland
- Hamburg tegenover Berlijn[4]

### Egypte
- Alexandrië tegenover Caïro

### Europese Unie
- Straatsburg tegenover Brussel

### Frankrijk
- Marseille tegenover Parijs

### Italië
- Milaan tegenover Rome

### Israël
- Tel Aviv tegenover Jeruzalem

### Libië
- Benghazi tegenover Tripoli

### Litouwen
- Kaunas tegenover Vilnius

### Marokko
- Casablanca tegenover Rabat

### Mexico
- Monterrey (rijkste stad van Mexico) tegenover Mexico-Stad (politieke en culturele centrum)

### Nederland
- Landelijk: Rotterdam tegenover Amsterdam[5]
- Overijssel (Salland): Deventer (oudste stad van Overijssel, voormalige bisschopszetel) tegenover Zwolle (provinciehoofdstad); zie ook IJsselderby.
- Overijssel (Twente): Hengelo tegenover Enschede (zie ook Twentestad); Almelo tegenover Enschede; zie ook Twentse derby.
- Zeeland: Vlissingen (arbeidersstad) tegenover Middelburg (provinciehoofdstad)[6]

### Polen
- Krakau tegenover Warschau (voormalige hoofdstad van Polen met historische binnenstad die de Tweede Wereldoorlog heeft doorstaan)

### Rusland
- Sint-Petersburg tegenover Moskou (voormalige hoofdstad)

### Spanje
- Barcelona tegenover Madrid[4]

### Syrië
- Aleppo tegenover Damascus

### Turkije
- Istanboel tegenover Ankara (meer inwoners en economisch belang, rijkere geschiedenis)

### Verenigd Koninkrijk
- Landelijk en Engeland: Birmingham tegenover Londen[7]
- Schotland: Glasgow tegenover Edinburgh (spottend "that city" genoemd)
- Wales: Swansea tegenover Cardiff
- Noord-Ierland: Derry tegenover Belfast

### Verenigde Staten
- Los Angeles tegenover San Francisco[1]
- New York tegenover Washington (meer inwoners en economisch belang)
- Portland tegenover Seattle[1]

### Zwitserland
- Zürich tegenover Bern (meer inwoners)